# Michael Taussig
Michael Taussig (geboren in 1940) is een Australisch antropoloog. Hij studeerde medicijnen aan de University of Sydney, haalde zijn PhD. in de antropologie aan de London School of Economics en doceert aan Columbia University en de European Graduate School. Hij is vooral bekend om zijn bijdragen aan de antropologische theorievorming rond Marx' idee van het warenfetisjisme en zijn begaanheid met het gedachtegoed van Walter Benjamin.

## Publicaties
- The Devil and Commodity Fetishism in South America, 1980, ISBN 9780807841068.
- Shamanism, Colonialism, and the Wild Man: A Study in Terror and Healing, 1987, ISBN 9780226790138.
- The Nervous System, 1992, ISBN 9780415904452.
- Mimesis and Alterity: A Particular History of the Senses, 1993, ISBN 9780415906876.
- The Magic of the State, 1997, ISBN 9780415917919.
- Defacement: Public Secrecy and the Labor of the Negative, 1999, ISBN 9780804732000.
- Law in a Lawless Land: Diary of a Limpieza in Colombia, 2003, ISBN 9780226790145.
- My Cocaine Museum, 2004, ISBN 9780226790091. Zie een fragment.
- Walter Benjamin's Grave, 2006, ISBN 9780226790046. Zie een fragment.
- What Color Is the Sacred?, 2009, ISBN 9780226790060. Zie een fragment.